# 쩐람
쩐람(베트남어: Trần Lãm / 陳覽 진람)은 베트남 십이사군 중 한 사람이다. 칭호는 쩐민꽁(베트남어: Trần Minh Công / 陳明公 진명공)이다. 포해구(布海口)를 근거지로 삼았다. 응오쓰엉반이 아직 나라를 되찾기 전에 병사를 일으켰다. 딘보린이 그가 '덕이 있지만 후사가 없다(有德而無嗣)'는 말을 듣고 아들 딘리엔과 함께 그에게 와 의탁하였다. 쩐람은 딘리엔을 양자로 삼았고, 딘보린에게 병사를 주어 출정하게 했다. 967년, 쩐람이 죽자 딘보린이 쩐람의 부중을 계승하였다.